# Labena flavatoria
Labena flavatoria är en stekelart som först beskrevs av Fabricius 1804.  Labena flavatoria ingår i släktet Labena och familjen brokparasitsteklar. Inga underarter finns listade i Catalogue of Life.